# Popradský Ľadový štít
Popradský Ľadový štít je uzlový bod v hlavním hřebeni Vysokých Tater. Jeho stěny spadají do tří dolin – Zlomiskové, Kačacie a Batizovské. Při pohledu z turisticky frekventovaných míst nepůsobí příliš výrazně v konkurenci okolních štítů. Ačkoli nejlehčí trasa přes Sedlo pod Drúkom nemá vysokou náročnost, I, je místy exponovaná (dlouhý překrok) a při zhoršených podmínkách nebezpečná, vhodná jen s horským vůdcem. Vrchol nabízí krásný výhled.

## Topografie
Od Východního Železného štítu ho odděluje Zlomisková štrbina, od Kačacího štítu zas Vyšné Kačacie sedlo. Na jih vysílá výrazný hřeben Končisté, od kterého ho dělí Sedlo pod Drúkom.

## Několik zajímavých výstupů
- 1890 První výstup O. Gömöry a P. Kirner, I.
- 1906 Prvovýstup E. Dubki, J. Franz st., severozápadním hřebenem ze Zlomiskové štěrbiny, II, lezení puklinou na rozpor.
- 1907 Prvovýstup Z. Klemensiewicz, R. Kordys a A. Znamiecki, východním hřebenem, II, obvykle v rámci hřebenovky přes Kačací štít.

## Galerie

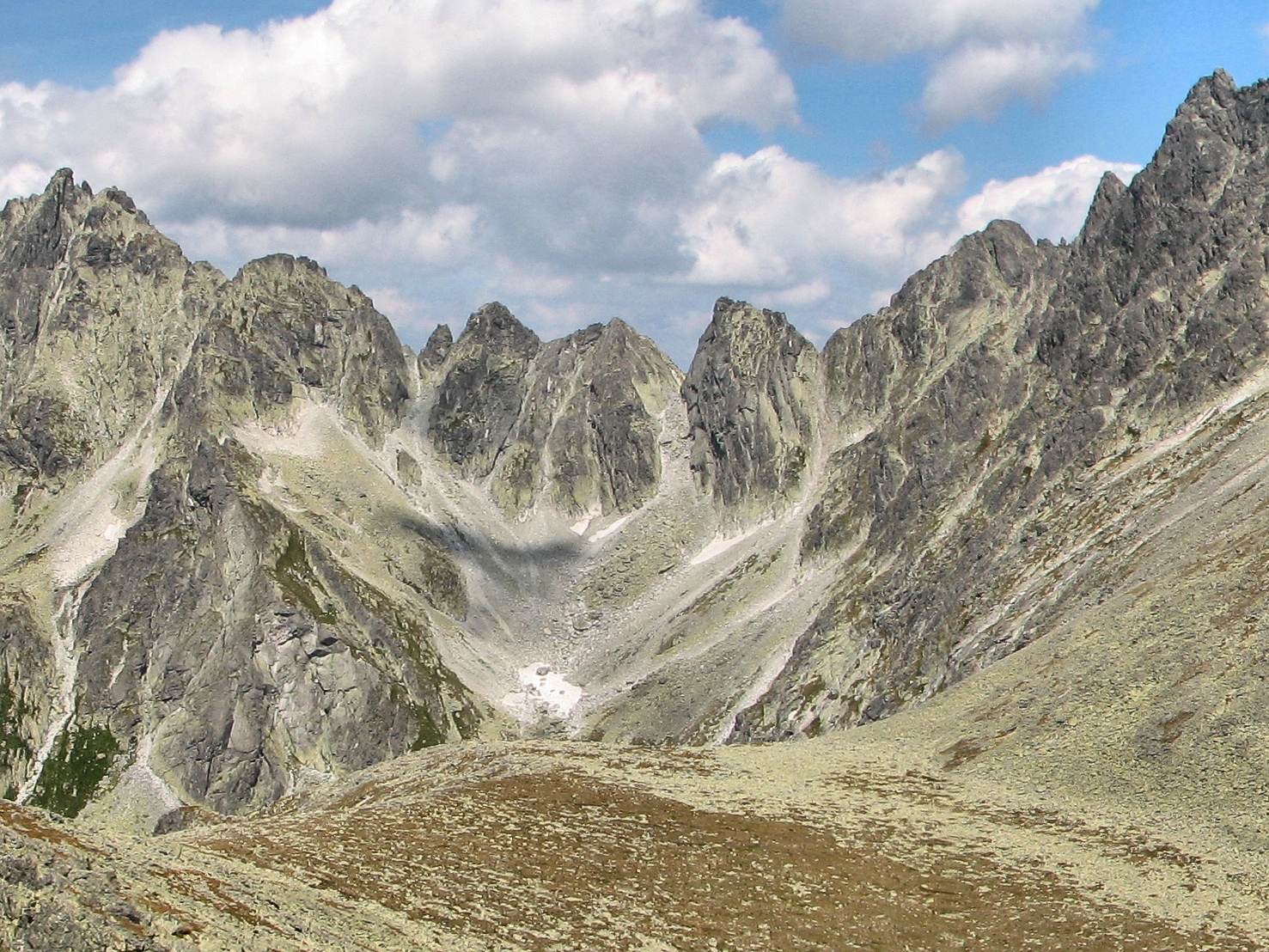
Zleva Zlobivá, Západný Železný štít, Snežná kopa, Východný Železný štít, Popradský Ľadový štít a špičatý Drúk
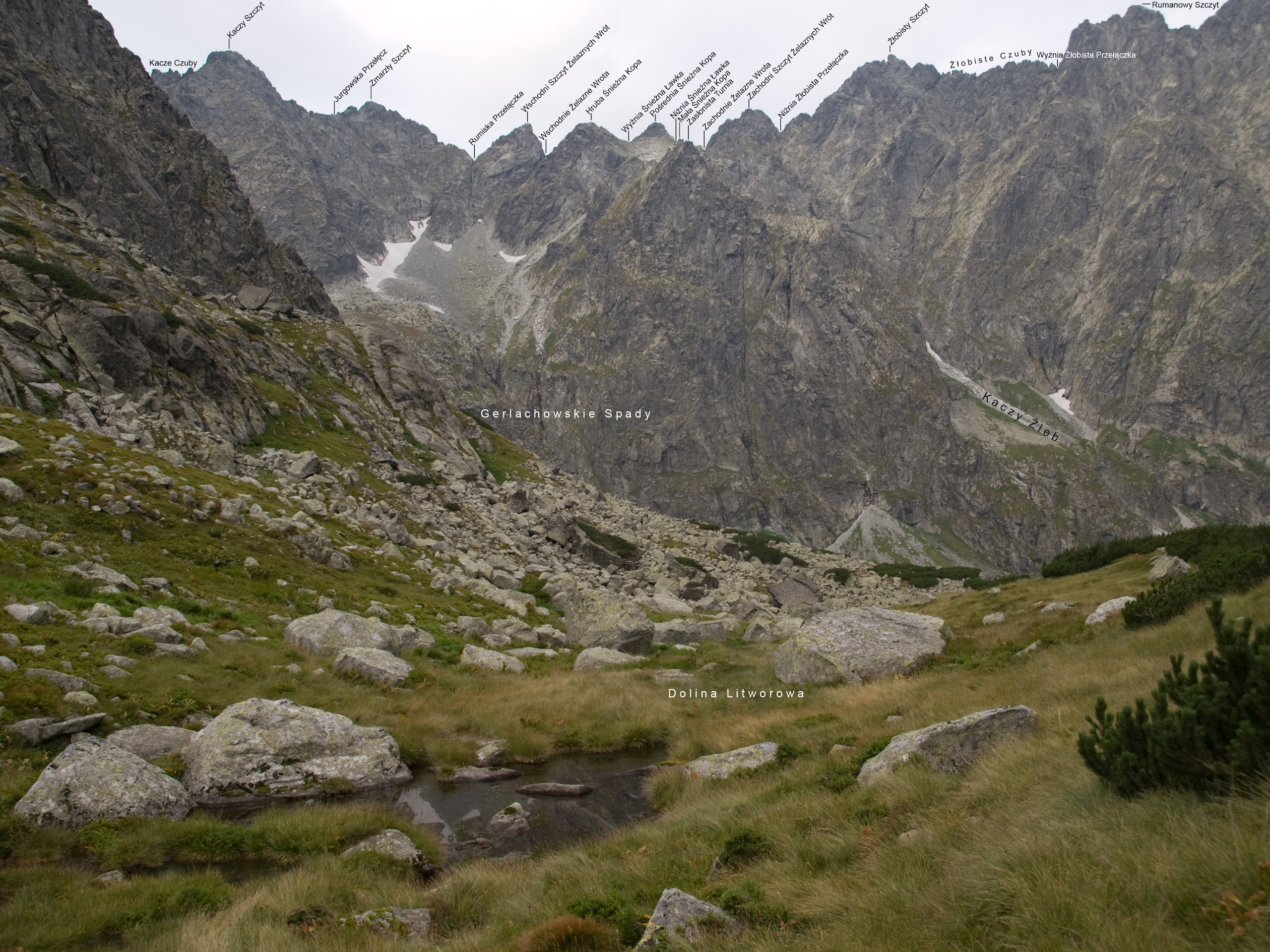
Pohled z Kačací doliny, polské popisy (Zmarzły Szczyt)
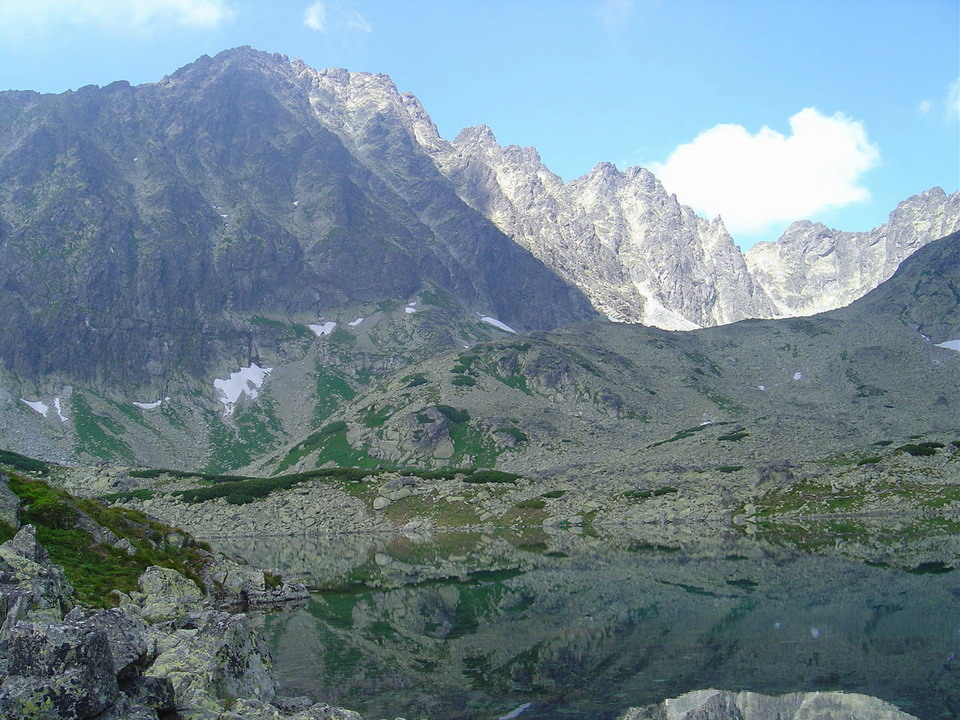
Zprava Kačací štít a Popradský Ľadový štít, Sedlo pod Drúkom a hrebeň Končisté
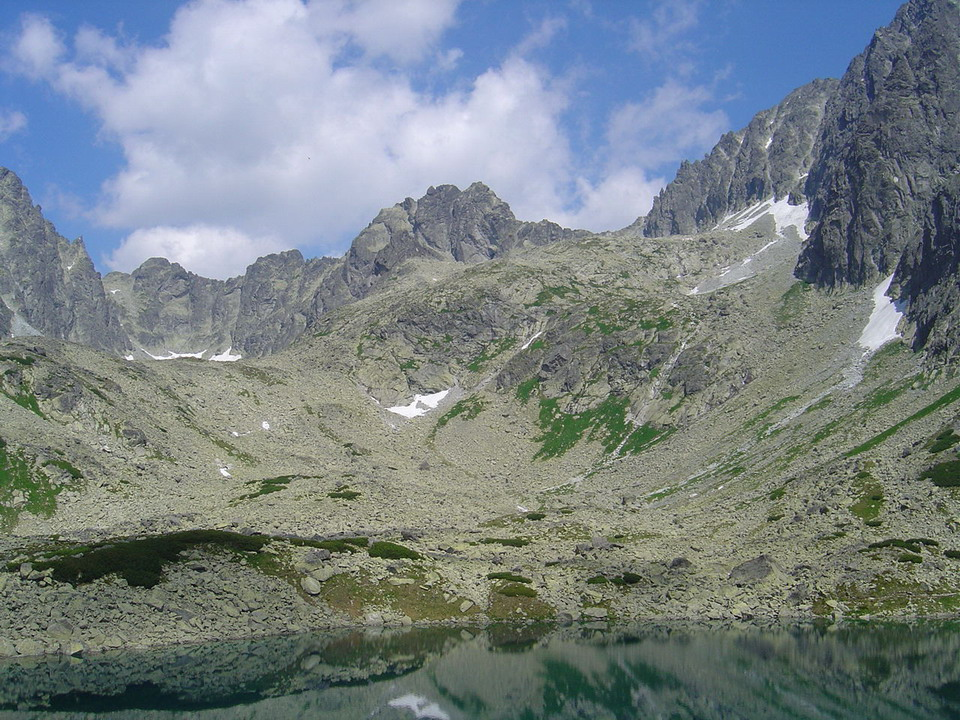
Zleva Popradský Ľadový, Kačací a Batizovský štít